# Щаранский, Борис Моисеевич
Борис Моисеевич Щаранский (25 октября 1904, Одесса — 1980, Истра) — советский сценарист и редактор, журналист, военный корреспондент.

## Биография
Родился 25 октября 1904 года в Одессе в семье деречинского мещанина Мовши Нотовича (Нутовича) Щаранского и Фрумы Щаранской. Выпускник Одесского кинотехникума. В 1926—1930 годах работал сценаристом на киностудии ВУФКУ — Одесса. Как сценарист сотрудничал с режиссёрами Пeтром Чардыниным, Александром Довженко, Владимиром Баллюзеком, Ароном Штрижак-Штейнером. 
После ухода из кино работал редактором, разъездным корреспондентом радио, литсотрудником редакции газеты Одесского военного округа, затем (после демобилизации) литсотрудником промышленного отдела газеты «Социалистический Донбасс» в Сталино.
Участник Великой Отечественной войны. Сначала вошёл в редакцию специально созданной газеты «Донбасский отпор», работал на строительстве оборонных укреплений. С октября 1941 года — корреспондент газеты 8-й сапёрной армии «На защиту Родины», литсотрудник газеты «Вперёд» 58-й армии, затем политрук (парторг) дивизиона 462-го армейского миномётного (позднее Криворожско–Сегедского) полка, старший лейтенант. В составе Западного, Юго–Западного, 2-го и 3-го Украинских фронтов участвовал в Сталинградской битве, сражениях на территории Украины, Румынии, Австрии, Венгрии и Германии. Награждён орденами Отечественной войны II степени, Красной Звезды, медалями «За боевые заслуги», «За оборону Сталинграда», «За оборону Кавказа», «За взятие Вены», «За взятие Будапешта».
После войны работал в угольном отделе областной газеты «Социалистический Донбасс», а также в редакции газеты «Правды Украины».

## Семья
- Жена — Ида Петровна Мильгром (1908—2002), родом из Балты, училась в Московской консерватории по классу фортепиано, окончила Одесский политехнический институт, инженер-экономист[6][7][8].
  - Сын — Леонид Борисович Щаранский (род. 1946), инженер.
  - Сын — Анатолий (Натан) Борисович Щаранский (род. 1948), правозащитник, отказник, израильский политический деятель.

## Фильмография
- 1927 — Сумка дипкурьера (ВУФКУ — Одесса, режиссёр Александр Довженко)
- 1927 — За монастырской стеной (ВУФКУ — Одесса, режиссёр Пётр Чардынин)
- 1928 — Земля зовёт (другие названия — «Крик в степи», «Дочь раввина»; ВУФКУ — Одесса, режиссёр Владимир Баллюзек)
- 1930 — Обречение (другие названия — «Обречённые», «Русские во Франции»; Госкинпром Грузии, режиссёры Лев Пуш и  Давид Ронделли)
- 1930 — Мальчик из табора (ВУФКУ — Одесса, режиссёр Александр Штрижак-Штейнер)

## Публикации
- Донецкий шахтёр Пётр Амелин. М.: Углетехиздат, 1950. — 48 с.
- Стахановские поправки: Рассказы новаторов механизированной добычи угля. М.: Углетехиздат, 1951. — 36 с.
- На смену отбойному молотку: Рассказы машинистов угольных комбайнов ККП-1 об опыте своей работы. М.: Углетехиздат, 1952. — 52 с.
- На тонких пластах: Рассказы машинистов-новаторов комбайнов «Горняк», УКМГ и УКТ об опыте своей работы. М.: Углетехиздат, 1953. — 44 с.
- На передовых шахтах Донбасса: Рассказы руководителей передовых шахт Донбасса о работе по графику сплошной цикличности. М.: Углетехиздат, 1954. — 35 с.
- Из воспоминаний журналиста // Анатолий Щаранский (сборник). Редактор Феликс Розинер. Тель-Авив: Шамир, 1985.